# Course de la Paix 1981
La Course de la Paix 1981, 34e édition de l'épreuve, s'élance de Berlin le 8 mai 1981, pour arriver à Varsovie, le 21 mai. Parcours BPW pour cette "course des trois capitales", qui s'achève par une 5e victoire consécutive d'un coureur soviétique sur le plan individuel, celle de Charkid Zagretdinov. Plus encore, c'est un triplé que réalise l'URSS, avec Sergueï Soukhoroutchenkov 2e et Ivan Mitchenko 3e. Par équipes l'équipe d'URSS renouvelle une victoire dans un classement où elle est invaincue depuis sept années.

## La course
96 coureurs répartis en 16 équipes sont au départ de la 34e Course de la Paix, dont la date correspond jour pour jour à la victoire des alliés et la capitulation allemande 26 ans plus tôt. Aux 8 équipes de "l'Est", en y incluant la Yougoslavie, à Cuba, s'ajoutent 7 équipes de "l'Ouest" : 
- Belgique, Italie, Pays-Bas, Finlande, Portugal, France, et Grande-Bretagne.

L'épreuve est un récital soviétique, dont le classement par équipes rend compte : calculé par l'addition de temps des 3 premiers de chaque étape, il est le reflet des forces en présence. L'équipe d'URSS distance sa suivante de trois quarts d'heure... Charkid Zagretdinov, vainqueur de la dernière étape de l'édition précédente, assoie sa supériorité par le gain de 3 étapes, dont celle, décisive, disputée dans les Monts de Bohême. A Prague 3 hommes arrivaient ensemble, devançant le peloton de plus de 2 minutes. Le brelan est royal avec Zagretdinov qui s'impose devant le "régional" Jiří Škoda, un des meilleurs cyclistes qu'ait compté la Tchécoslovaquie, et Sergueï Soukhoroutchenkov. Ce dernier qui avait probablement la course parmi ses objectifs, va jouer le jeu de l'équipe soviétique qui remporte le challenge collectif pour la septième fois d'affilée.  "Maître" Soukhoroutchenkov, en compagnie de 3 des siens, Zagretdinov, omni-présent, Mitchenko et Logvine, un des champions olympiques de l'année précédente, réalisent le quarté gagnant dans l'étape qui traverse les Monts des Géants, entre Bohême et Pologne : à Wałbrzych tous les quatre arrivent groupés, et détachés. Deux minutes et demie plus tard, Olaf Ludwig règle au sprint un groupe de trente coureurs.  Olaf Ludwig ? L'allemand est alors âgé de 21 ans et il remporte pas moins de cinq bouquets d'étapes. Finalement 4e à Varsovie, il est le premier non soviétique. Il est évidemment difficile d'extrapoler. Les cyclistes soviétiques à l'apogée de leur sport n'ont plus d'adversaire chez les "amateurs". Qu'aurait donné une confrontation, sur ce terrain de la Course de la Paix, avec des professionnels ?          

### Les étapes
| #        | Date   | Villes étapes                            | km       | Vainqueur                 | Leader              |
| -------- | ------ | ---------------------------------------- | -------- | ------------------------- | ------------------- |
| Prologue | 8 mai  | Parcours dans Berlin (RDA)               | 7 (clm)  | Michal Klasa              | Michal Klasa        |
| 1        | 9 mai  | Berlin (RDA) - Magdebourg (RDA)          | 169      | Olaf Ludwig               | Michal Klasa        |
| 2        | 10 mai | Magdebourg (RDA) - Erfurt (RDA)          | 208      | Ivan Mitchenko            | Ivan Mitchenko      |
| 3        | 11 mai | Erfurt (RDA) - Circuit dans Erfurt (RDA) | 35 (clm) | Olaf Ludwig               | Ivan Mitchenko      |
| 4        | 11 mai | Erfurt (RDA) - Gera (RDA)                | 89       | Venelin Hubenov           | Ivan Mitchenko      |
| 5        | 13 mai | Gera (RDA) - Karlovy Vary (TCH)          | 161      | Mircea Romaşcanu          | Ivan Mitchenko      |
| 6        | 14 mai | Karlovy Vary (TCH) - Prague (TCH)        | 192      | Charkid Zagretdinov       | Charkid Zagretdinov |
| 7        | 15 mai | Prague (TCH) -Circuit dans Prague (TCH)  | 19 (clm) | Olaf Ludwig               | Charkid Zagretdinov |
| 8        | 15 mai | Circuit à Prague (TCH)                   | 120      | Olaf Ludwig               | Charkid Zagretdinov |
| 9        | 16 mai | Prague (TCH) - Mlada Boleslav (TCH)      | 170      | Drago Frelih              | Charkid Zagretdinov |
| 10       | 18 mai | Mlada Boleslav (TCH) - Wałbrzych (POL)   | 192      | Sergueï Soukhoroutchenkov | Charkid Zagretdinov |
| 11       | 19 mai | Wałbrzych (POL) - Opole (POL)            | 192      | Eric Staes                | Charkid Zagretdinov |
| 12       | 20 mai | Opole (POL) - Lodz (POL)                 | 192      | Charkid Zagretdinov       | Charkid Zagretdinov |
| 13       | 21 mai | Lodz (POL) - Circuit dans Lodz (POL)     | 20 (clm) | Olaf Ludwig               | Charkid Zagretdinov |
| 14       | 21 mai | Lodz (POL) - Varsovie (POL)              | 145      | Charkid Zagretdinov       | Charkid Zagretdinov |

## Le classement général
|     | Cycliste                  | Équipe |    | Temps            |
| --- | ------------------------- | ------ | -- | ---------------- |
| 1.  | Charkid Zagretdinov       | URSS   | en | 48 h 13 min 47 s |
| 2.  | Sergueï Soukhoroutchenkov | URSS   | +  | 4 min 48 s       |
| 3.  | Ivan Mitchenko            | URSS   |    | 6 min 13 s       |
| 4.  | Olaf Ludwig               | RDA    |    | 11 min 08 s      |
| 5.  | Thomas Barth              | RDA    |    | 15 min 04 s      |
| 6.  | Jan Jankiewicz            | POL    |    | 15 min 22 s      |
| 7.  | Jiří Škoda                | TCH    |    | 15 min 41 s      |
| 8.  | Youri Kachirine           | URS    |    | 16 min 03 s      |
| 9.  | Youri Barinov             | URS    |    | 16 min 20 s      |
| 10. | Michal Klasa              | TCH    |    | 17 min 18 s      |
| 11. | Andreas Petermann         | RDA    |    | 20 min 45 s      |

## Les classements annexes
|   | Cycliste                  | Points |
| - | ------------------------- | ------ |
| 1 | Olaf Ludwig               | 66     |
| 2 | Charkid Zagretdinov       | 46     |
| 3 | Sergueï Soukhoroutchenkov | 27     |

|   | Cycliste                  | Points |
| - | ------------------------- | ------ |
| 1 | Sergueï Soukhoroutchenkov | 32     |
| 2 | Youri Barinov             | 20     |
| 3 | Jan Jankiewicz            | 14     |

|   | Cycliste        | Points |
| - | --------------- | ------ |
| 1 | Olaf Ludwig     | 101    |
| 2 | Michal Klasa    | 135    |
| 3 | Venelin Hubenov | 202    |

|   | Cycliste            | Points |
| - | ------------------- | ------ |
| 1 | Olaf Ludwig         | 74     |
| 2 | Michal Klasa        | 35     |
| 3 | Charkid Zagretdinov | 22     |

### Classement par équipes
|   | Équipe          | Temps                |
| - | --------------- | -------------------- |
| 1 | URSS            | en 144 h 38 min 45 s |
| 2 | RDA             | + 45 min 28 s        |
| 3 | Tchécoslovaquie | + 1 h 00 min 50 s    |
| 4 | Pologne         | + 1 h 01 min 10 s    |
| 5 | Roumanie        | + 1 h 23 min 40 s    |

- Équipe classée première : équipe soviétique
  - Charkid Zagretdinov : 1er
  - Sergueï Soukhoroutchenkov : 2e
  - Ivan Mitchenko : 3e
  - Youri Kachirine : 8e
  - Youri Barinov : 9e
  - Oleg Logvine : 13e